# Oira no Yakyū
Oira no Yakyū (おい等の野球?, lett. la nostra partita di baseball) è un cortometraggio giapponese di genere sportivo del 1931, diretto da Yasuji Murata.

## Trama
Alla finale del torneo di baseball del monte Kachikachi vedono fronteggiarsi la squadra dei caniprocione (in lingua madre tanuki) e quella dei conigli. I conigli che inizialmente stavano vincendo finiscono ben presto in svantaggio, per via dell'abile Tankichi e del forzuto Tantaro.
Questi quando mette a segno un home run, spedisce la palla nel bosco vicino. Lì uno scoiattolo, una rana e un rospo gigante si interrogano su cosa sia il misterioso oggetto piovuto dal cielo. Quando il roditore suggerisce possa trattarsi di un uovo, il rospo prepotentemente ingoia svelto in un sol boccone la palla.
Quando giunge un giocatore della squadra dei conigli per farsi restituire l'oggetto, il rospo sputa il boccone che gli sta causando lancinanti dolori di stomaco, ma ormai la palla si è bucata e così l'arbitro felino sospende il gioco, dichiarando parità.